# 安平壺

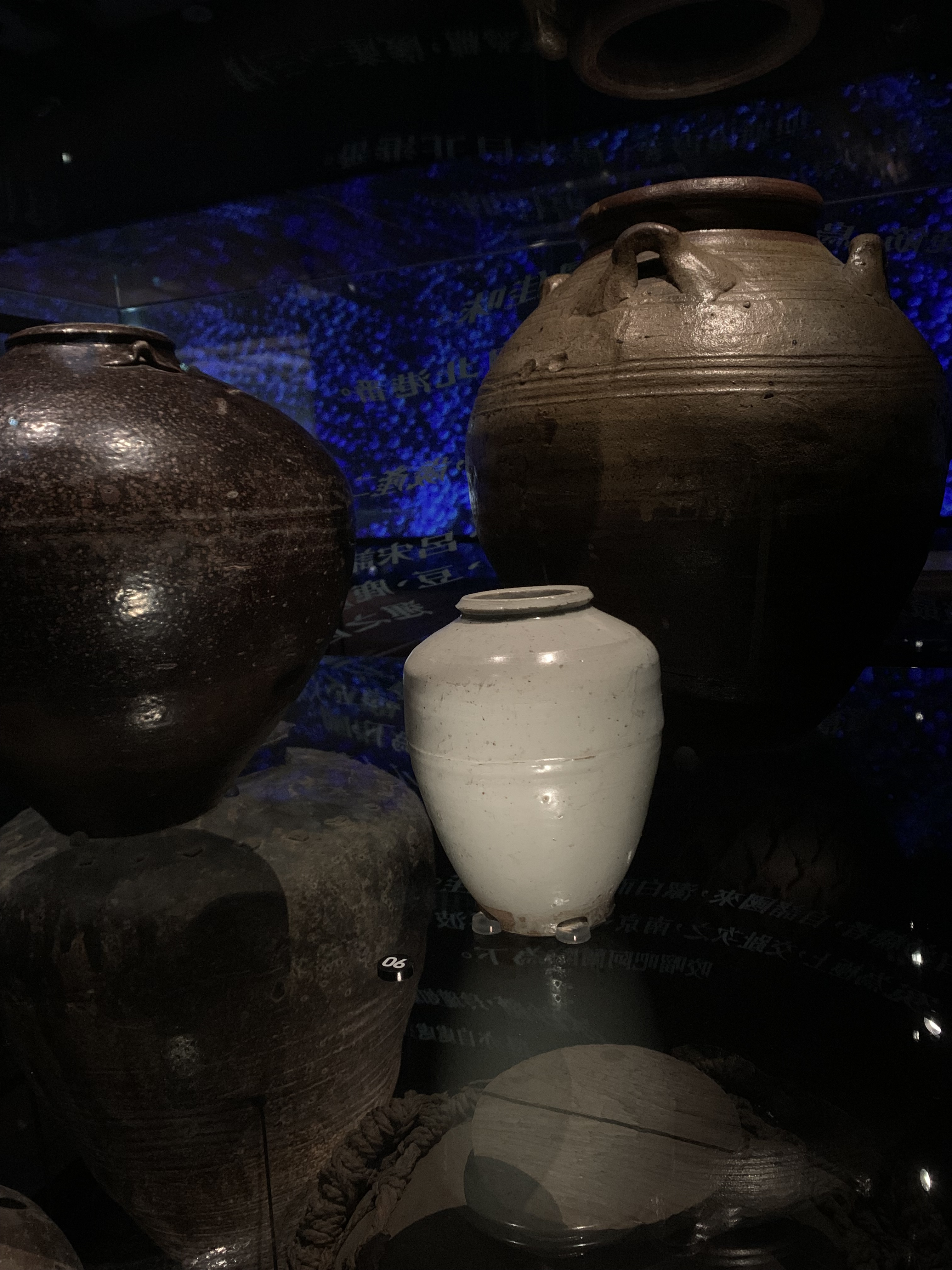
安平壺大量出土於台南安平地區

安平壺，又稱宋硐。開始製作於明朝的航海貿易時期，製作之地為福建省閩北邵武窯，常見於台灣、福建與江西。安平壺有過幾種不同的名稱如宋甕、宋陳甕、明瓷、龜甕、火藥罐等，但這些名稱的意涵不明，且並無任何證據，近世以大量出土之地點臺灣臺南市安平命名，稱為安平壺，得到普遍認同。

## 造型
安平壺是平凡而具有獨特風韻的小瓷罐，壺身素雅樸實。胎色灰白，或帶褐點，釉色作灰白、灰青，或青色，以青瓷、青白瓷、冰裂紋為主。口部中等大小，短頸、寬折肩、縮腰，收底至底徑等同於口部。有厚胎與薄胎兩種，也有厚胎直筒的特殊造型、高度為11或18公分。身部由上下兩部分開製作，再行接合，接合處在腹部中段，身部內外有接痕。以瓷土為胚胎，內外施釉，釉色作灰白，器身毫無裝飾。

## 用途

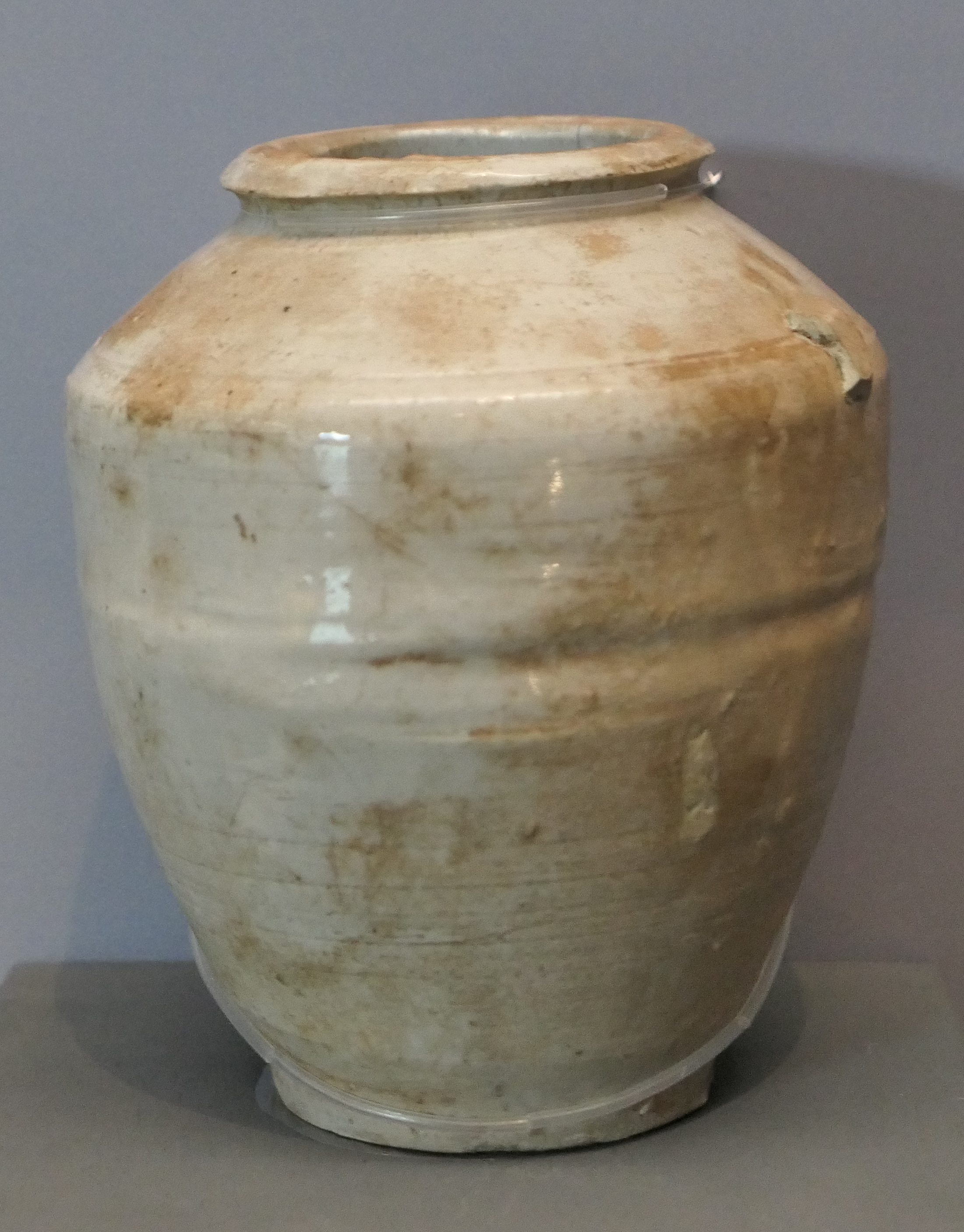
安平壺功能用於包含裝盛燒酒、火藥或茶葉等物品。

民間稱安平壺為國姓瓶，相傳為鄭成功渡海攜來，攻打荷蘭人時所用的火藥罐，內填火藥作為攻戰之器，然此說並無任何證據，也看不出可能性；也有人推測其為裝置茶葉作運輸用途，然18世紀末台灣並不產茶，安平壺卻在台灣大量出現。安平壺最初作用，推測為某一種物質的容器，然究為何物，至今未有定論。
安平壺也有作為墓志之用，壺身刻以銘文，此用途主要見於江西，在台灣作為墓志用途只有三例，另外，台灣台南地區的西拉雅族也曾用安平壺來祭祀阿立祖。

## 現況
20世紀開始，活耀於台灣的文人認同安平壺造型敦厚、內斂且靜穆，以為古樸高雅的象徵，收藏安平壺蔚為風尚，特別流行於台南文化界。民間也有將其作為盛裝食物的容器，或醃漬食物的甕罐。
目前在安平亦有振興安平壺的活動，一個稱為「安平壺底釀王城」的計畫正由產學界聯合推動。